# Moritz Dessauer
Moritz Dessauer (ungarisch Dessauer Móric; hebräisch מוריץ דסאואר, geboren 24. Mai 1842 in Balatonfőkajár auch Balatonfő-Kajár, Komitat Veszprém, Ungarn; gestorben 27. April 1895 in Meiningen, Thüringen) war ein ungarisch-jüdischer religionsphilosophischer Schriftsteller, Prediger von Köthen (Anhalt) und Landesrabbiner des Herzogtums Sachsen-Meiningen.

## Leben

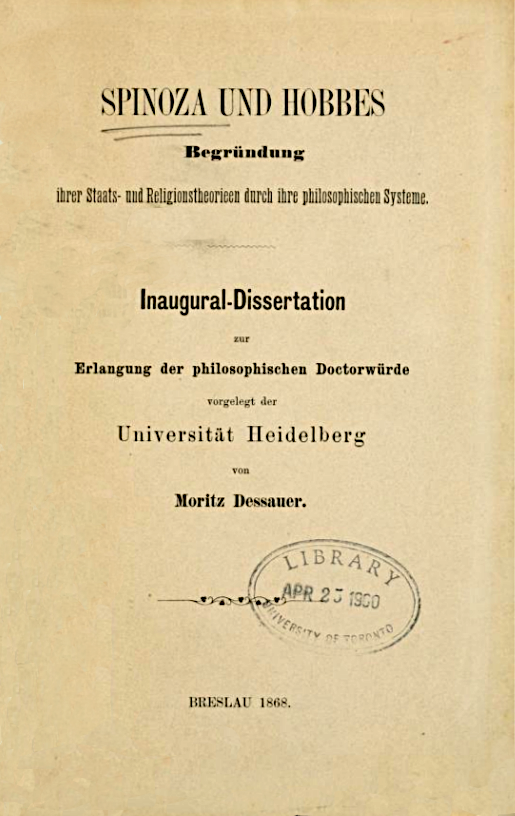
Titelblatt Spinoza und Hobbes Dissertation 1868

Moritz Dessauer wurde 1842 als Sohn des Rabbiners, Schriftstellers und Talmudisten Gabriel Löw Dessauer und Cäcilie Dessauer geb. Donath in Balatonfőkajár geboren. Sein Vater, auch Dániel Dessauer Gábor oder Gabriel L. ben Nathan Ha-Levi genannt, wurde 1805 in Nitra (Nyitrán) geboren und verstarb am 1. Juni 1878 in Balatonfőkajár. Der Vater erhielt seine Ausbildung bei Rabbiner Moses Sofer in Preßburg und übte vierzig Jahre sein Amt als Rabbiner aus. Als erster Sohn und Bruder von Moritz Dessauer wurde Julius Dessauer 1832 in Nitra in Ungarn geboren und verstarb 1883 in Budapest. Bruder Julius Dessauer war Schriftsteller, Übersetzer, Religionslehrer und Oberrabbiner im IV. Budapester Bezirk. Moritz Dessauer folgte der Familientradition wie sein Bruder Julius Dessauer, denn ihr Vater war Rabbiner von Egy und von Balatonfőkajár und ihr Großvater Náthán Dessauer übte das Amt in Sopronkresztúr und in Nitra aus.

### Ausbildung und Wirken

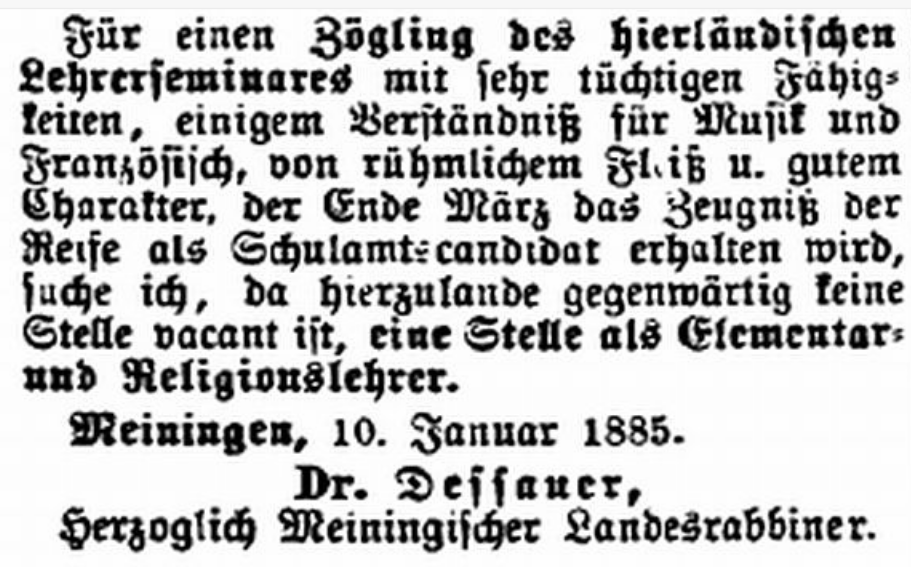
Inserat Moritz Dessauer Jüdischen Allgemeine Zeitung des Judenthums 1885

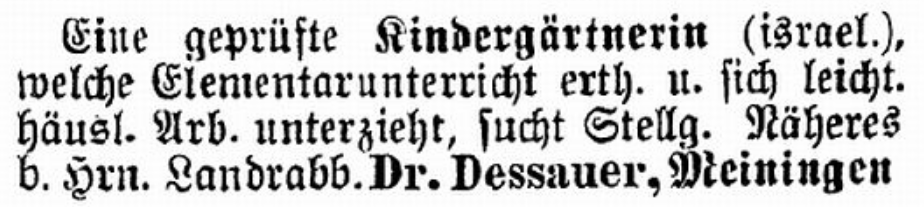
Inserat Moritz Dessauer Jüdischen Allgemeine Zeitung des Judenthums 1886

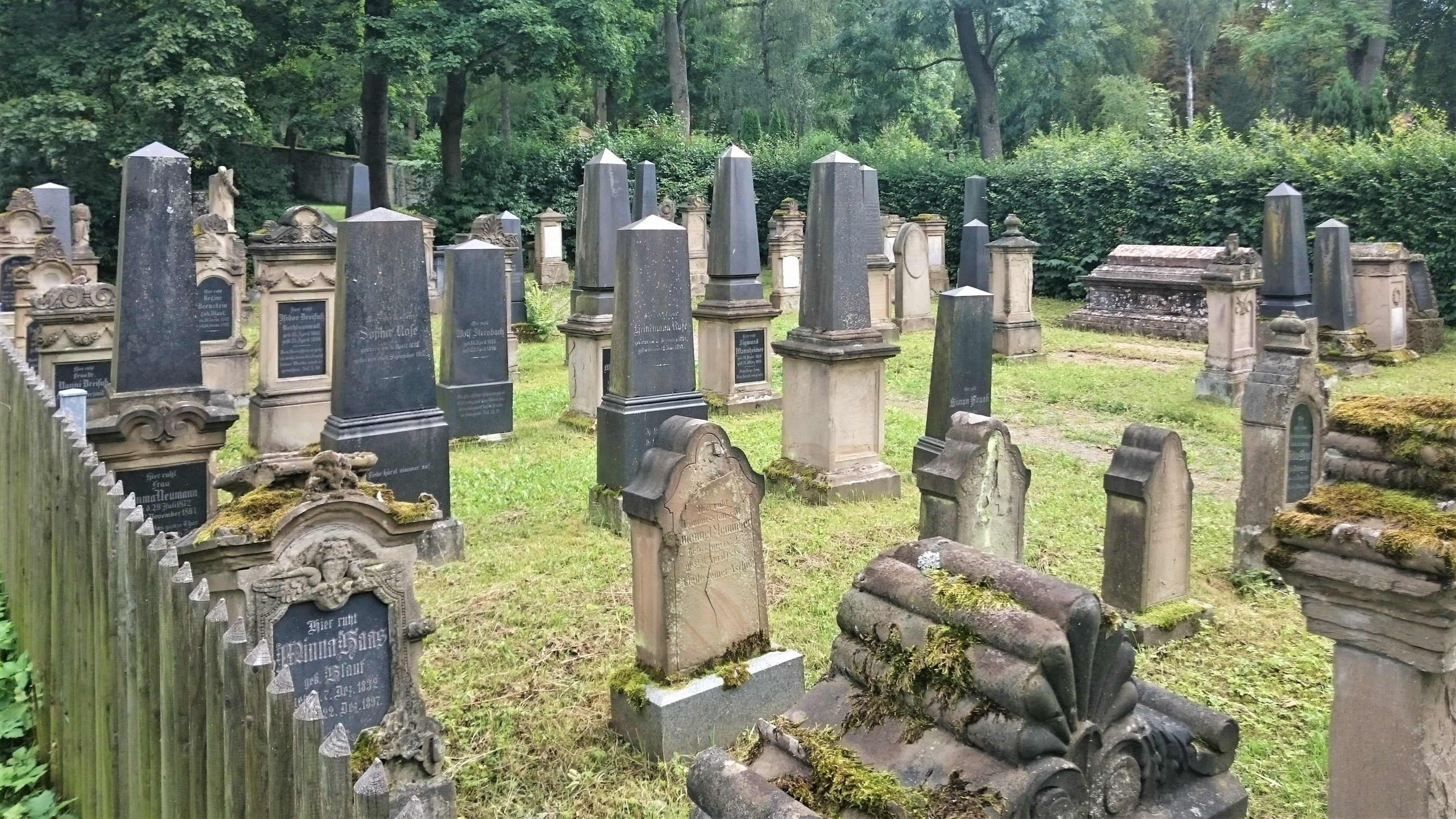
Die Grabstellen von Pauline (ovale Platte) und Moritz Dessauer (Stehle) auf dem Jüdischen Friedhof Meiningen

Nach der Schule im Elternhaus setzte er seine Talmudstudien in der Jeschiwa in Várpalota fort und besuchte anschließend die Gymnasien in Székesfehérvár und Pest. Nach seinem Abschluss besuchte er im Zeitraum von 1861 bis 1870 das Jüdisch-Theologische Seminar in Breslau und schrieb sich am 30. November 1864 bei der dortige Universität ein. Seine Promotion zum Doktor der Philosophie erlangte er in der Ruprecht-Karls-Universität Heidelberg. Im Jahr 1871 ging er in die Provinz Sachsen, um als Prediger in Köthen anzutreten. Im darauf folgenden Jahr 1872 heiratete er Pauline Dessauer geb. Rothenstein aus Barby an der Elbe.
Im Jahr 1881 wurde Moritz Dessauer zum Landesrabbiner von Sachsen-Meiningen berufen.
Am 27. April 1895 im Alter von 52 Jahren verstarb Moritz Dessauer in Meiningen und fand seine letzte Ruhestädte auf dem Jüdischer Friedhof (Meiningen) nördlich des Meininger Parkfriedhofs. Das Grab seiner Frau Pauline befindet sich neben seiner Grabstelle.

## Schriften (Auswahl)
Digitales Werkverzeichnis auf The National Library of Israel
- 1868 Spinoza und Hobbes: Begründung Ihrer Staats- und Religionstheorien durch Ihre Philosophischen Systeme Dissertation mit Widmung an seine Elter, Breslau (Digitalisat)
- 1875 Daniel, in Sieben Kanzelreden für das Neujahrs- und Versöhnungsfest, ebd.
- 1878 Der Sokrates der Neuzeit und Sein Gedankenschatz: Sämtliche Schriften Spinozas Gemeinverständlich und Kurz Gefasst, Köthen (Digitalisat)
- 1879 Der Deutsche Plato: Erinnerungsschrift zu Moses Mendelssohns 150jährigem Geburtstage, Berlin (Digitalisat)
- 1881 Blüthen und Knospen der Humanität aus der Zeit von Reuchlin bis Lessing, Zürich
- 1885 Humanität und Judenthum, Leipzig

### Publikationen (Auswahl)

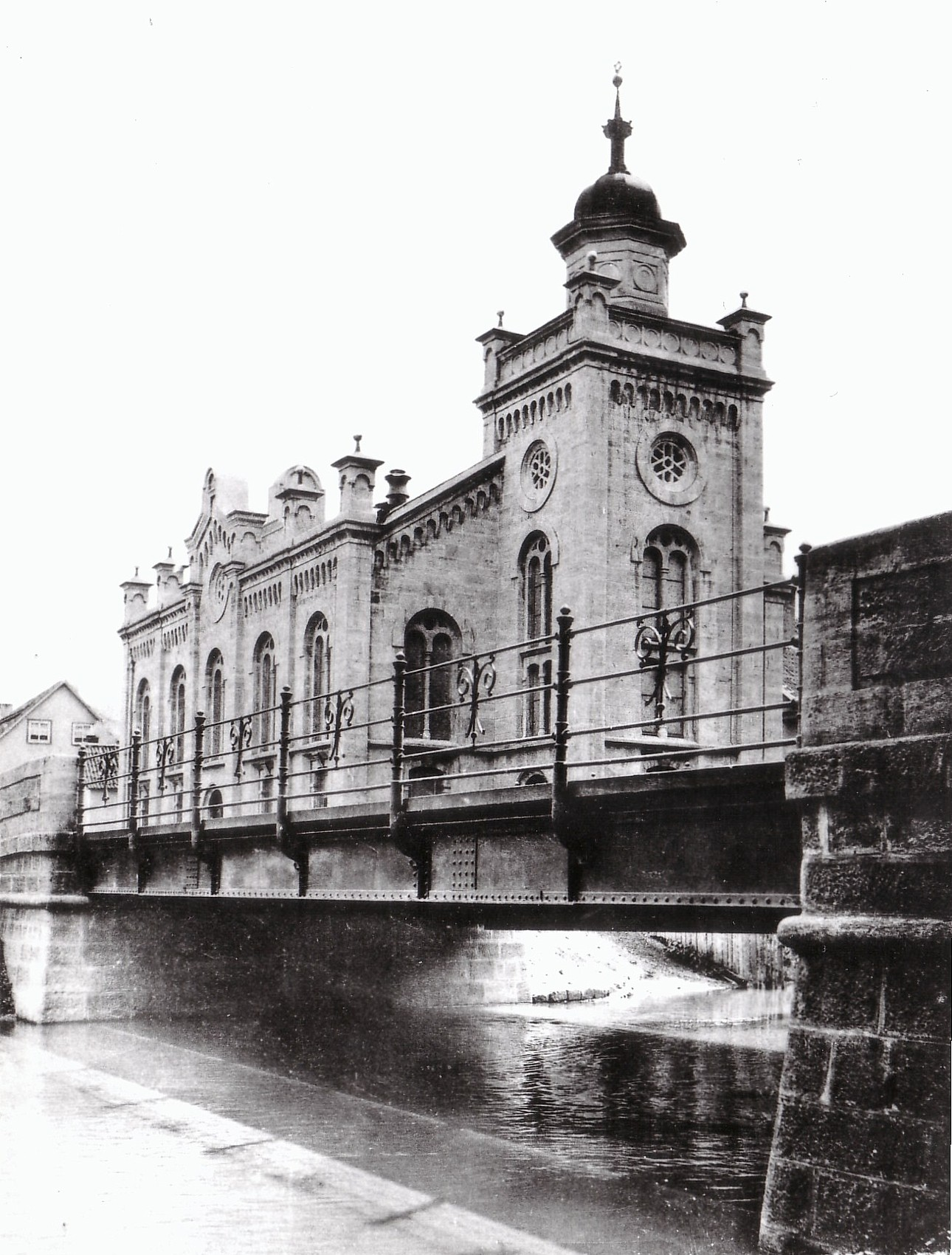
Die Synagoge Meiningen um 1895

- Rede, gehalten am Buss- und Bettage vor dem Beginn des Krieges 1870 in der Synagoge zu Cöthen
- Predigt, gehalten zum Friedensfest am 18. Juni 1871 in der Synagoge zu Cöthen
- 1871 Biographie des Rabenu Tam, Lbl II, separat
- 1873 Daniel in sieben Kanzelreden für das Neujahrs- und Versöhnungsfest, Breslau
- 1875 Der Sokrates der Neuzeit und sein Gedankenschatz. Lichtstrahlen aus Spinozas Werken, Köthen
- 1878 Der deutsche Platon. Erinnerungsschrift zum Moses Mendelssohns 150jähr. Geburstag, Berlin
- 1879 Mendelssohns philosophische und reformatorische Bedeutung, Lbl VIII, S. 133ff, 137ff, 141ff.-
  - Blüten und Knospen der Humanität aus der Zeit von Reuchlin bis Lessing. Spiegelbild für inhumane Herzen der Gegenwart, Zürich
- 1881 Aus der Vergangenheit für die Gegenwart, PWMbl. IV S. 51ff, 78ff, 103ff; V, 13ff; XII, S. 108ff
  - Weiherede, gehalten bei der Einweihung der neuen Synagoge in Meiningen
- 1883 Drei Mahnworte an unsere Großen, mit einem Schlusswort Auf zur Tat, Köthen (Digitalisat, The National Library of Israel)
- 1884 Humanität und Judentum, Leipzig
- 1885 Moses Mendelssohn-Erinnerungen, Lbl XIV, S. 150ff, 167ff
  - Moses Mendelssohn. Darstellung seines Lebens und Wirkens von neuem zu seinem 100jährigen Todestage mit Bild und Stammtafel herausgegeben, 3. Auflage Meiningen
- 1886 Über die Gleichnisliteratur des Altertum, PWMbl. X, S. 26ff
  - Viel Lärm um Nichts, ebd., XIII, S. 29ff, 54ff[1]